# Сонґніти
Сонґніти (пол. Sągnity, нім. Sangnitten) — село в Польщі, у гміні Гурово-Ілавецьке Бартошицького повіту Вармінсько-Мазурського воєводства.
Населення — 201 особа (2011).

## Демографія
Демографічна структура станом на 31 березня 2011 року:
|          | Загалом | Допрацездатний вік | Працездатний вік | Постпрацездатний вік |
| -------- | ------- | ------------------ | ---------------- | -------------------- |
| Чоловіки | 96      | 23                 | 67               | 6                    |
| Жінки    | 105     | 28                 | 46               | 31                   |
| Разом    | 201     | 51                 | 113              | 37                   |